# 曾子家族
曾子家族是曾子後裔的總稱。

## 家譜歷史
明建文2年，惠帝欽賜孔氏八字行輩：「公、彦、承、弘、聞、貞、尚、胤」，以供取名。明崇禎元年，原行輩已經不夠用，經65代衍聖公孔胤植奏准續十字，取名行輩：「興毓傳繼廣，昭憲慶繁祥」。清同治二年，原行輩亦已經不夠用，經75代衍聖公孔祥珂奏准續十行輩，即「令德維垂佑，欽紹念顯揚」。曾氏東宗、南宗自63代（即「弘」字輩）起始用此行輩，因曾子與其父曾點皆為孔子弟子，所以曾氏使用這些字輩時，會比孔氏降兩代。。
而「弘」字避清高宗諱改為「宏」；「胤」字避清世宗諱改為「衍」。又據清曾國荃《宗聖志》載：『舊派「尚」字犯49代祖諱，初重請派，未之敢易，而易49代祖「尚」為「上」，知禮者以為不合』，所以「繼」字同61代祖諱，擬代以「紀」字；「慶」字同37代祖諱，擬代以「倩」字；「德」字同20代祖諱，擬代以「特」字；「欽」字同4代祖諱，擬代以「親」字。。清同治9年，清穆宗又欽賜曾氏十字行輩：「鼎、新、开、国、运、克、服、振、家、声。」。
而不屬兩宗的曾子後代，亦仍有依其分支，而使用不同的派语。

## 曾子後裔
曾子後人繁衍，著名的後人包括：
- 第36代  曾延世 - 曾氏龍山衍派始祖。
- 第37代  曾文辿 - 唐代風水大師。
- 第43代  曾鞏 - 北宋散文家，被譽為「唐宋八大家」之一。
- 第44代  曾公亮 - 北宋宰相、學者、軍事家。
- 第70代  曾國藩 - 清代軍事家、理學家、政治家，「中興名臣」之一；文學家，晚清散文「湘鄉派」創立人。
- 第70代  曾國荃 - 清代軍事家，曾國藩之弟。
- 第71代  曾紀澤 - 清代政治家、外交家，曾國藩長子。
- 第71代  曾紀鴻 - 清代數學家，曾國藩次子。
- 第73代  曾約農 - 東海大學首位校長，曾紀澤之孫。
- 第73代  曾熙 - 清末民初著名書法家。
- 第73代  曾昭掄 - 著名化學家，教育家，中國化學學科的奠基人和領導者之一。
- 第73代  曾碧漪 - 原名曾昭慈，广东南雄人，中国工农红军将领古柏的夫人。
- 第74代  曾憲梓 - 「領帶大王」，前香港總商會主席、前中華人民共和國人大常委。
- 第74代  曾憲政 - 臺灣化學工程研究者、教育工作者，高雄市前教育局長，現任國立新竹教育大學校長。
- 第74代  曾培炎 - 前中共中央政治局委員、前中華人民共和國國務院副總理 。
- 第74代  曾蔭權 - 香港特別行政區行政長官，在任期間因為隱瞞收受利益成為香港曾任最高官職的罪犯。
- 第74代  曾蔭培 - 前香港警務處處長，退休後任職新創建集團執行董事，曾蔭權胞弟。
- 第74代  曾山 - 原名曾如柏，江西吉安人。中共第七届至第九届中央委员。
- 第75代  曾慶紅 - 前中共中央政治局常委、中華人民共和國副主席，曾山之子。
- 第76代  曾繁城 - 台積電文教基金會董事長。